# Hermann Josef Unland

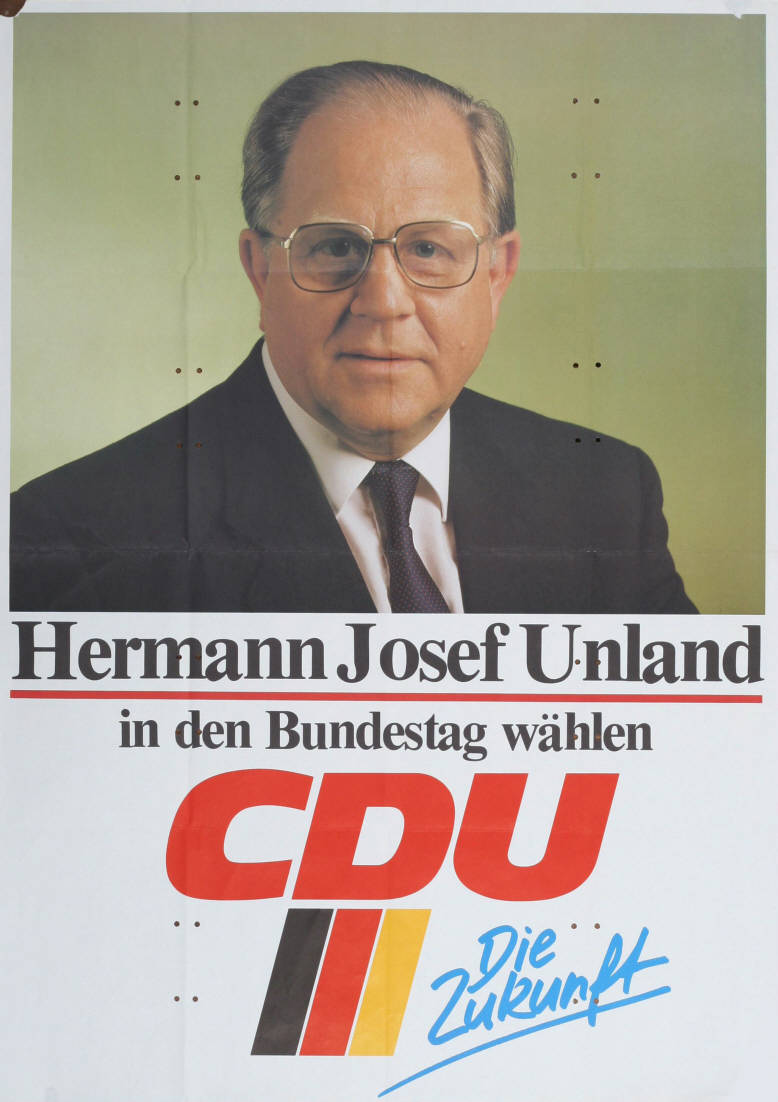
Kandidatenplakat zur Bundestagswahl 1987

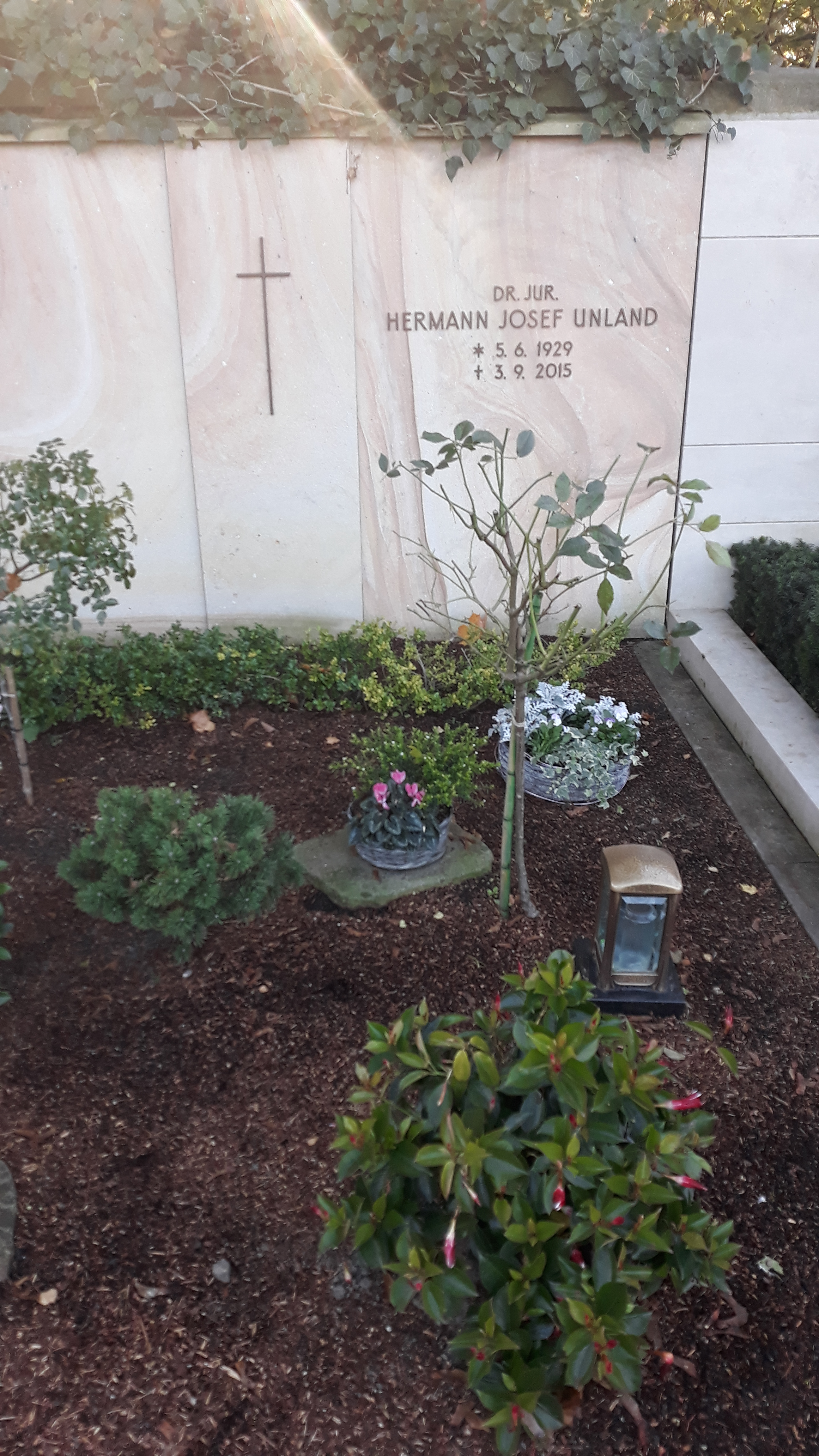
Grab von Hermann Josef Unland auf dem Zentralfriedhof Münster

Hermann Josef Unland (* 5. Juni 1929 in Bocholt; † 3. September 2015 in Münster) war ein deutscher Jurist, Diplom-Volkswirt und Politiker (CDU). Von 1969 bis 1990 war er Mitglied des Bundestages.

## Leben und Beruf
Hermann Josef Unland wuchs als Sohn des Feintäschnermeisters Heinrich Unland und dessen Ehefrau Luise Unland, geborene Schröer, in Bocholt auf und besuchte die dortige Oberschule. Danach wurde er zum Volkssturm eingezogen, nahm am Zweiten Weltkrieg teil und geriet zuletzt in Gefangenschaft.
Nach der Entlassung aus der Kriegsgefangenschaft setzte Unland seine schulische Ausbildung fort. Er bestand das Abitur und nahm 1950 ein Studium der Rechts-, Wirtschafts- und Politikwissenschaften an der Universität zu Köln auf, das er 1955 mit der Promotion zum Dr. jur. und 1957 mit der Prüfung zum Diplom-Volkswirt beendete. In Köln wurde er Mitglied der katholischen Studentenverbindung Nibelung im KV. Während und nach seinem Studium war er unter anderem 1954 bis 1958 als wissenschaftlicher Assistent bei dem Reichskanzler a. D. und Professor Heinrich Brüning tätig. Anschließend arbeitete er mit Unterbrechungen in der Privatwirtschaft, war von 1967 bis 1978 Hauptgeschäftsführer des Bundesverbandes der Bekleidungsindustrie und fungierte als Aufsichtsratsmitglied mehrerer Versicherungen.

## Partei
1946 trat er in die CDU ein und war Mitbegründer der Jungen Union in Bocholt. Von 1962 bis 1966 leitete er die Abteilung Politische Sachreferate. 1966/1967 war er stellvertretender Bundesgeschäftsführer der CDU. Von 1981 bis 1987 war er Vorsitzender des CDU-Kreisverbandes Borken.

## Abgeordneter
Von 1969 bis 1990 war er für sechs Wahlperioden Mitglied des Deutschen Bundestages. Er wurde stets über ein Direktmandat ins Parlament gewählt, vertrat von 1969 bis 1980 den Wahlkreis Ahaus – Bocholt und von 1980 bis 1990 den Wahlkreis Borken. Von 1983 bis 1990 war er Vorsitzender des Wirtschaftsausschusses.
Außerdem war er von 1981 bis 1991 Mitglied der Parlamentarischen Versammlung des Europarates und der Versammlung der Westeuropäischen Union (WEU). 1983/84 amtierte er als Vizepräsident der Versammlung der WEU.
Am 9. November 1989, dem Tag des Falls der Berliner Mauer, stimmte er während der Sitzung des Deutschen Bundestages zusammen mit Ernst Hinsken (CSU) und Franz Sauter (CDU) spontan die Deutsche Nationalhymne an.

## Familie
Hermann Josef Unland war katholisch, lebte in Bocholt und war seit 1959 mit der Ärztin Hildegard Unland, Tochter des Statikers Josef Pirlet, verheiratet. Aus der Verbindung gingen sechs Kinder hervor (Matthias, Georg, Susanne, Robert, Barbara und Beate).

## Ehrungen
- Komtur des Ordens von Oranien-Nassau
- Bundesverdienstkreuz I. Klasse 1984
- Großes Bundesverdienstkreuz 1988
- Großes Bundesverdienstkreuz mit Stern 2008
- Ehrenring der Stadt Bocholt
- Ehrenring des Kreises Borken
- Ehrenzeichen des Deutschen Handwerks
- Päpstlicher Silvesterorden
- Verdienstorden des Landes Nordrhein-Westfalen 1996